# Елин, Владимир Леонтьевич
Владимир Леонтьевич Елин (Борух Израйлевич; 27 ноября 1887, Киев — 13 мая 1962, Харьков) — советский микробиолог, доктор медицинских наук, профессор.

## Биография
Родился 27 ноября 1887 года в Киеве.
В 1912 году закончил Новороссийский университет. Работал врачём в Таврийской губернии, г. Туле.
Участник революции 1905 года, Первой мировой войны.
В 1919—1920 годах возглавлял Одесский городской отдел здравоохранения.
В 1921—1924 годах преподавал микробиологию в Харьковском медицинском институте и исторический материализм в Харьковском технологическом институте.
В 1924 году присвоено учёное звание профессора.
В 1924—1938 годах был профессором, заведующим кафедрой микробиологии Одесского медицинского института.
В 1924—1930 годах преподавал исторический материализм в Одесском институте народного образования. В феврале — марте 1926 года исполнял обязанности ректора Одесского института народного образования.
В 1936 году присуждена учёная степень доктора медицинских наук.
В 1938—1939 годах находился под арестом. Потом до 1941 года заведовал кафедрой микробиологии Одесского медицинского института.
В 1941—1953 годах заведовал кафедрой микробиологии Иркутского медицинского института.
В 1953—1957 годах руководил отделом детских инфекций Харьковского научно-исследовательского института микробиологии, вакцин и сывороток.
Под псевдонимом «Мигальский» занимался литературной деятельностью.
Умер 13 мая 1962 года в Харькове.

## Научная деятельность
Занимался проблемами медицинской микробиологии. В 1930-х годах разработал способ получения агар-агара из водорослей Чёрного моря и внедрил его в производство в Одессе.

###### Труды
- Огненный мост: Лиро-поэмы/ В. Мигальский (Елин). — Вып. 1. — Харков — Одесса: Всеукриздат, 1921. — 44 с.
- Изменчивость микробов/В. Л. Елин. — Москва: Медгиз, 1954. — 201 с.
- Общие вопросы инфекционного и иммунного процессов/В. Л. Елин. — Киев: Госмедиздат УССР, 1961. — 216 с.